# روبن راي
روبن راي (بالإنجليزية: Robin Rae)‏ (18 يناير 1964 في المملكة المتحدة - ) هو لاعب كرة قدم بريطاني في مركز حراسة المرمى. لعب مع نادي هيبرنيان وهاميلتون أكاديميكال وبونيروغ روز أثلاتيك ‏ وبيرويك راينجرز وOrmiston Primrose F.C. ‏ ونادي غرينوك مورتون.